# Pedrógão Grande
Pedrógão Grande (pɨ'dɾɔgɐ̃ũ 'gɾɐ̃d(ɨ)) è un comune portoghese di 4 398 abitanti situato nel distretto di Leiria.

## Storia
Le prime documentazioni di un villaggio nel territorio di Pedrógão Grande risalgono al 1206, tuttavia il comune ha assunto i confini odierni solo nel 1898.

### L'incendio
Nel 2017 un incendio boschivo di vaste dimensioni ha colpito il paese: 65 persone sono morte e più di 250 sono rimaste ferite.

## Società

### Evoluzione demografica
| Popolazione di Pedrógão Grande (1801 – 2004) | Popolazione di Pedrógão Grande (1801 – 2004) | Popolazione di Pedrógão Grande (1801 – 2004) | Popolazione di Pedrógão Grande (1801 – 2004) | Popolazione di Pedrógão Grande (1801 – 2004) | Popolazione di Pedrógão Grande (1801 – 2004) | Popolazione di Pedrógão Grande (1801 – 2004) | Popolazione di Pedrógão Grande (1801 – 2004) | Popolazione di Pedrógão Grande (1801 – 2004) |
| -------------------------------------------- | -------------------------------------------- | -------------------------------------------- | -------------------------------------------- | -------------------------------------------- | -------------------------------------------- | -------------------------------------------- | -------------------------------------------- | -------------------------------------------- |
| 1801                                         | 1849                                         | 1900                                         | 1930                                         | 1960                                         | 1981                                         | 1991                                         | 2001                                         | 2004                                         |
| 6691                                         | 9132                                         | 14157                                        | 8877                                         | 8239                                         | 5842                                         | 4643                                         | 4398                                         | 4262                                         |

## Freguesias
- Graça
- Pedrógão Grande
- Vila Facaia